# Pavillon Le Corbusier
Das Heidi Weber Museum – Centre Le Corbusier, neu Pavillon Le Corbusier, ist das letzte vom Architekten Le Corbusier entworfene Gebäude, das er selbst als La Maison d’Homme (dt. «Das Mensch-Haus») bezeichnet hatte. Fertiggestellt wurde es von Jean Prouvé. Der Gartenarchitekt Pierre Zbinden gestaltete die Umgebung. Initiantin, Finanzgeberin und Bauherrin des in den 1960er-Jahren entstandenen Künstlerhauses war Heidi Weber. Mit dem Bau erfüllte sich ihre Vision, als Gesamtkunstwerk das bildnerische Œuvre des Künstlerarchitekten in einem von ihm selbst entworfenen Ausstellungspavillon einer breiten Öffentlichkeit präsentieren zu können. Von 1967 bis 2014 wurde das Haus von ihr als Privatmuseum geleitet. Seit 2019 führt und bespielt das Museum für Gestaltung Zürich den Pavillon im Auftrag der Stadt Zürich über die Sommermonate als öffentliches Museum. Der Bau ist Le Corbusiers einziges in der deutschsprachigen Schweiz realisiertes Haus sowie sein einziges aus Stahl und Glas. Es befindet sich in Zürich, an der Höschgasse, zwischen dem Hafen Riesbach und Zürichhorn.
Das heute unbestrittene Baudenkmal ist integral denkmalgeschützt. Mit der KGS-Nr. 10053 wurde das Künstlerhaus in der Schweiz als Kulturgut von nationaler Bedeutung registriert.

## Architektur
Le Corbusier konzipierte das Gebäude von Beginn weg als Ausstellungspavillon; sein Ziel war, einen idealen Ort für Ausstellungen zu bauen. Kunst, Architektur und Leben sollten in diesem Bau zu einer neuen Einheit verschmelzen. Mit dem als Ausstellungsraum konzipierten Pavillon setzte er seine Vision einer «Synthese der Künste» um. Zahlreiche Skizzen und Pläne zeugen von der langen Entwicklungszeit ab Mitte der 1950er-Jahre.
Die schiffsähnliche Konstruktion basiert auf dem von Le Corbusier entwickelten Proportionssystem Modulor und demonstriert – quasi als architektonisches Vermächtnis – viele seiner Entwurfsprinzipien.
Dazu zählen beispielsweise die Vorfabrikation, wiederkehrende Bauelemente wie die Erschliessungsrampe oder der kleine Dachgarten sowie die «promenade architecturale», die sorgfältig konzipierte Wegführung durch ein Gebäude, um die Architektur für den Betrachter optimal in Szene zu setzen und erfahrbar zu machen.
Auf rund 600 Quadratmetern und über vier Geschosse hinweg gewährt der Pavillon unterschiedliche Ein- und Ausblicke. Die im ganzen Bau verteilten, teilweise fix eingebauten Möbel Le Corbusiers laden zum Ausruhen ein und die kleine Dachterrasse gewährt freiem Blick auf das Zürichhorn und den Zürichsee.

## Geschichte
Der Pavillon Le Corbusier wurde auf Initiative und dank dem Engagement der Innenarchitektin, Galeristin und Mäzenin Heidi Weber gebaut. Sie gewann Le Corbusier für das Projekt, erhielt von der Stadt Zürich das Land auf der Blatterwiese für 50 Jahre im Baurecht und trieb den Bau trotz vielfältiger Schwierigkeiten voran. Die 1964 begonnene Ausführung des Bauwerks wurde durch den Tod Le Corbusiers im August 1965 unterbrochen, zur Finalisierung des Baus musste ein neues Projektteam aufgestellt werden. 1967 wurde das Gebäude als Centre Le Corbusier – Heidi Weber Museum eröffnet.
Nach Ablauf des Baurechts ging es 2014 ins Eigentum der Stadt Zürich über. In deren Auftrag wurde der Museumsbetrieb während vier Jahren von Eva Wagner geleitet, bevor der Bau von Oktober 2017 bis Februar 2019 unter der Leitung der Architekten Silvio Schmed und Arthur Rüegg umfassend renoviert und instandgesetzt wurde.
Bei der Bestandsaufnahme durch die Architekten zeigte sich ein enormer Sanierungsbedarf. Die Hülle des Bauwerks war nicht mehr dicht. Das betraf nicht nur das in Beton ausgeführte Untergeschoss, das im Grundwasser stand, sondern auch die verschraubte Stahlrahmenkonstruktion, in die die Glas- und Emailpaneele der Fassade eingesetzt sind. Während der Voruntersuchungen hatte sich zudem herausgestellt, dass die Anstriche der Stahlschirme des Daches extrem schadstoffbelastet waren. Die PCB-Werte lagen bis zu 250 Mal über den Grenzwerten. Die kontaminierten Flächen wurden daher im Unterdruck einer luftdichten Einhausung sandgestrahlt.
Die Bodenheizung hatte bereits 1982 unrettbar den Dienst eingestellt. Da die Heizkreise in den Beton eingegossen worden waren, war eine Reparatur nicht möglich. Um die originale Bausubstanz trotzdem so weit wie möglich zu erhalten, wurden die darüber verlegten originalen Bodenplatten aus Schiefer abgetragen und nach dem Einbau der neuen Bodenheizung mit der gleichen Sand-Zementmischung wieder eingegossen, die ursprünglich verwendet worden war. Seit Mai 2019 führt das Museum für Gestaltung Zürich den Pavillon Le Corbusier im Auftrag der Eigentümerin Stadt Zürich als öffentliches Museum weiter.

## Nutzung des Künstlerhauses durch Heidi Weber (1967–2016)

### Ausstellungen
- 1967: Das letzte Gebäude von Le Corbusier, Einweihung und Eröffnung
- 1968: Le Corbusier – Ölgemälde
- 1968: Chandigarh
- 1969: Le Corbusier – Das lithografische Werk
- 1969: Das politische Plakat
- 1969: Neuer Städtebau
- 1969: Olivettis Bild
- 1969: Kinder sehen ihre Siedlung
- 1969: Mensch – Bau – Umwelt, bioklimatisches Testlabor von Dr. H. Lueder
- 1969: R. M. Schindler, Ausstellung der ETH Zürich
- 1970: Zürich – Diagnose und Therapie für eine Stadt
- 1970: Fernand Léger & Ideen für eine farbige Stadt (mit 20 Ölgemälden von Léger)
- 1970: Architektur als Konsumgut
- 1970: Engagierte Fotografie (Concerned Photographers l, Gastkuratorin: Rosellina Burri-Bischof)
- 1971: Bauen für Gleichberechtigung
- 1971: Umwelt, Utopie und Realität
- 1972: Der öffentliche Transport – Die Chance für Zürich
- 1972: Architektur als Konsumgut
- 1972: De l’esquisse à l’oeuvre (vom Entwurf zum Meisterwerk)
- 1972: Gottlieb Duttweiler Institut Selbsthilfe-Organisation, (Le Corbusier Community Workshop / CoCo)
- 1977: Le Corbusier – Der Künstler
- 1977: Zürich entdeckt Le Corbusier
- 1977: Le Corbusier – Frauen
- 1985: Le Corbusier – Skulpturen
- 1986: Der unbekannte Le Corbusier
- 1987: Jubiläumsausstellung zum 100. Geburtstag eines Genies: Maler – Zeichner – Bildhauer – Dichter – Architekt, Freie Besichtigung für die Bevölkerung
- 1988: Le Corbusier – Der Künstler als Zeichner
- 1990: Le Corbusier – Wandnomaden Tapisserien
- ab 1990: Dauerhafte Sommer-Ausstellung Le Corbusier – Das grafische Werk
- 2008: Heidi Weber – 50 Jahre Le Corbusiers Botschafterin, Teil I
- 2009: Heidi Weber – 50 Jahre Le Corbusiers Botschafterin, Teil II
- 2010: Le Corbusier – Machines for Living, Furniture: a critical history

## Fotogalerie Heidi Weber Museum – Centre le Corbusier

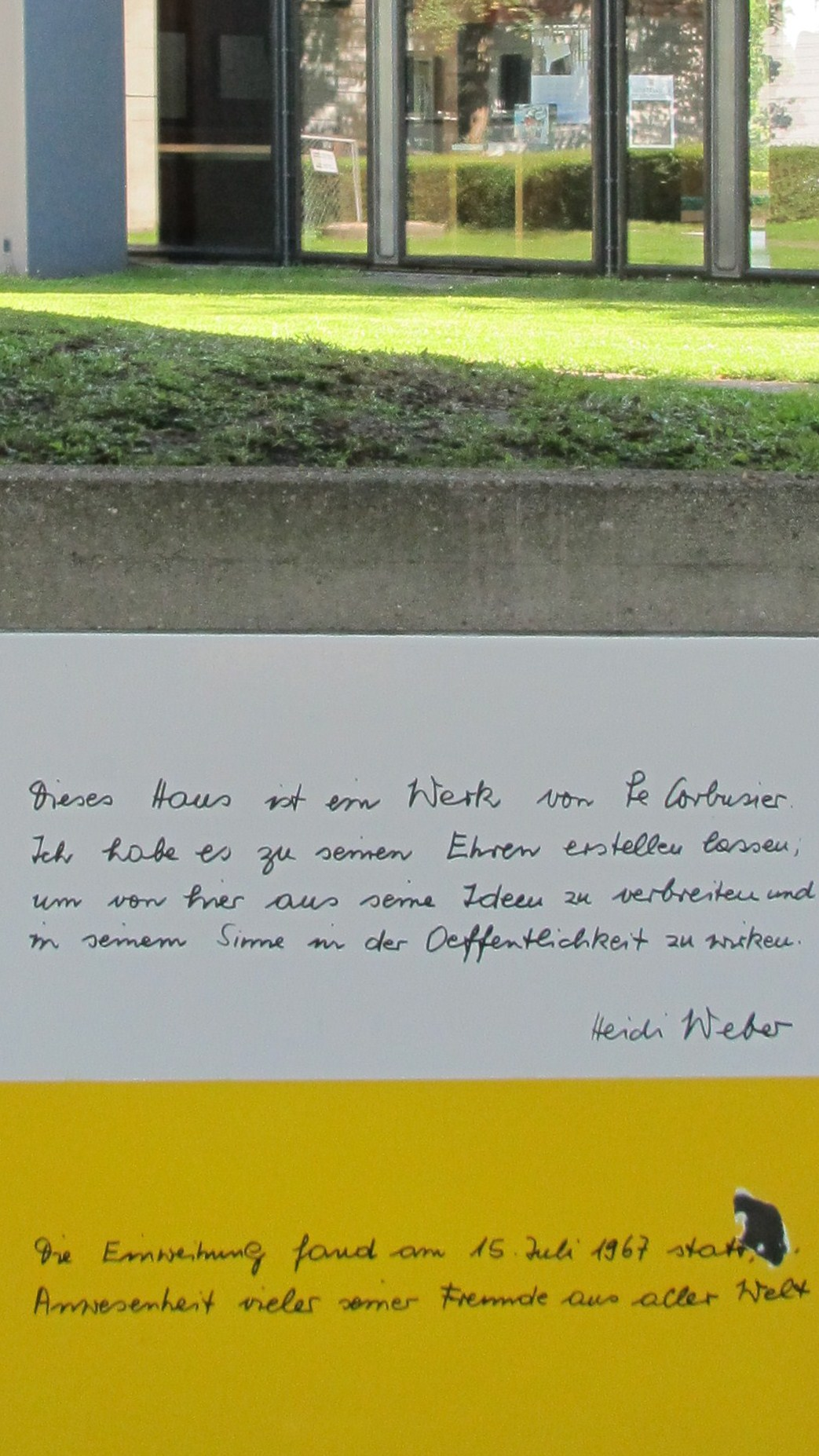
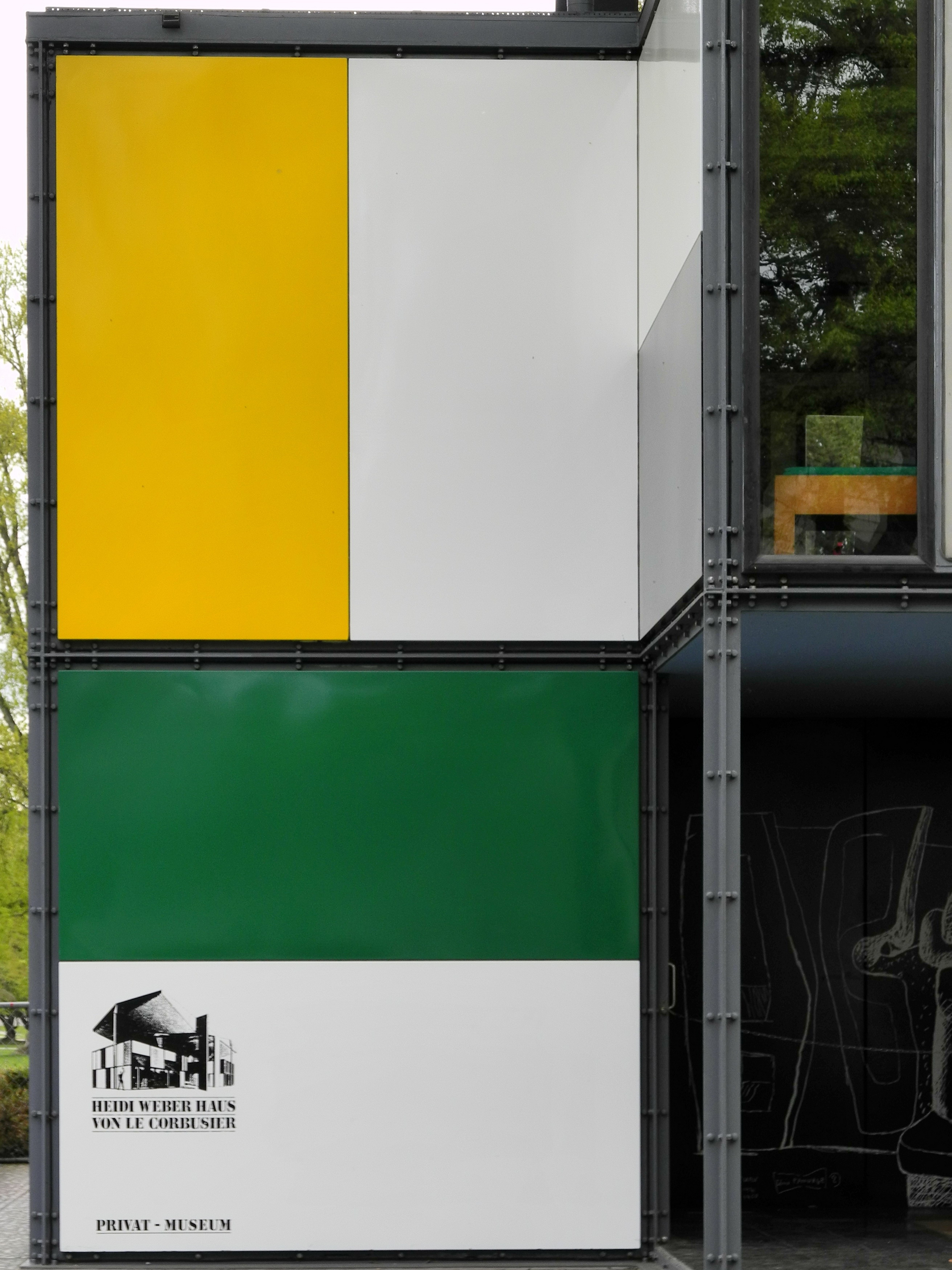
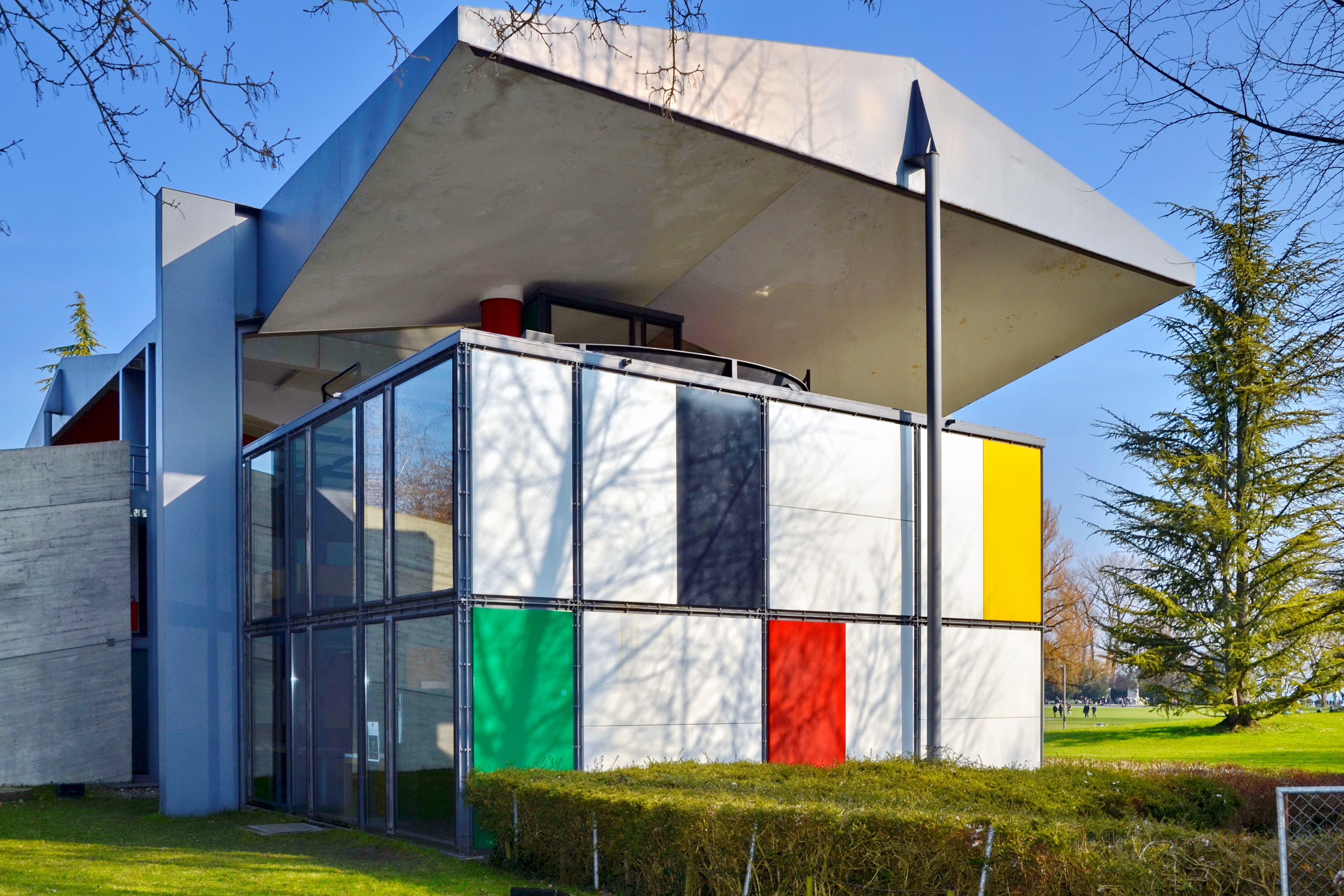
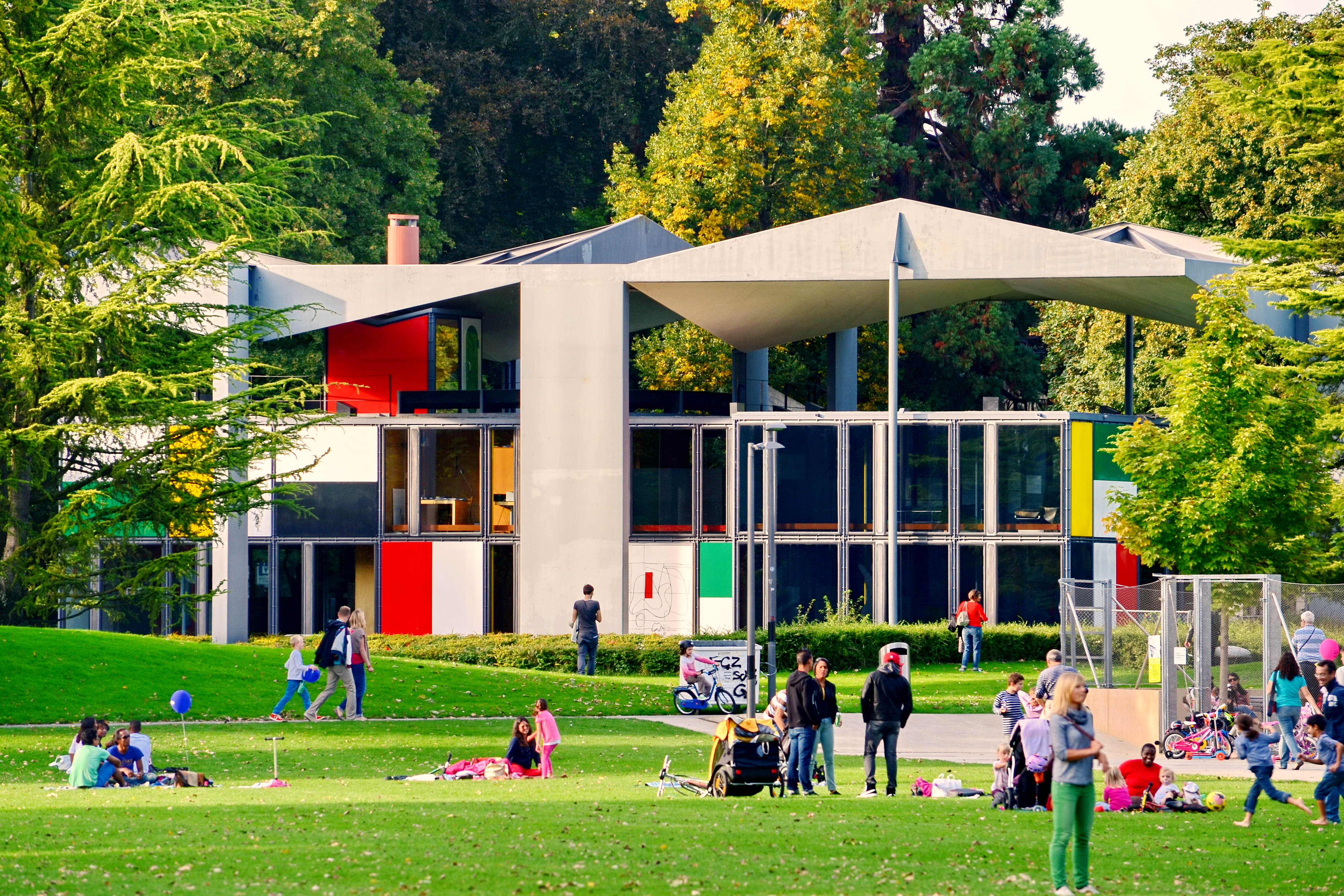
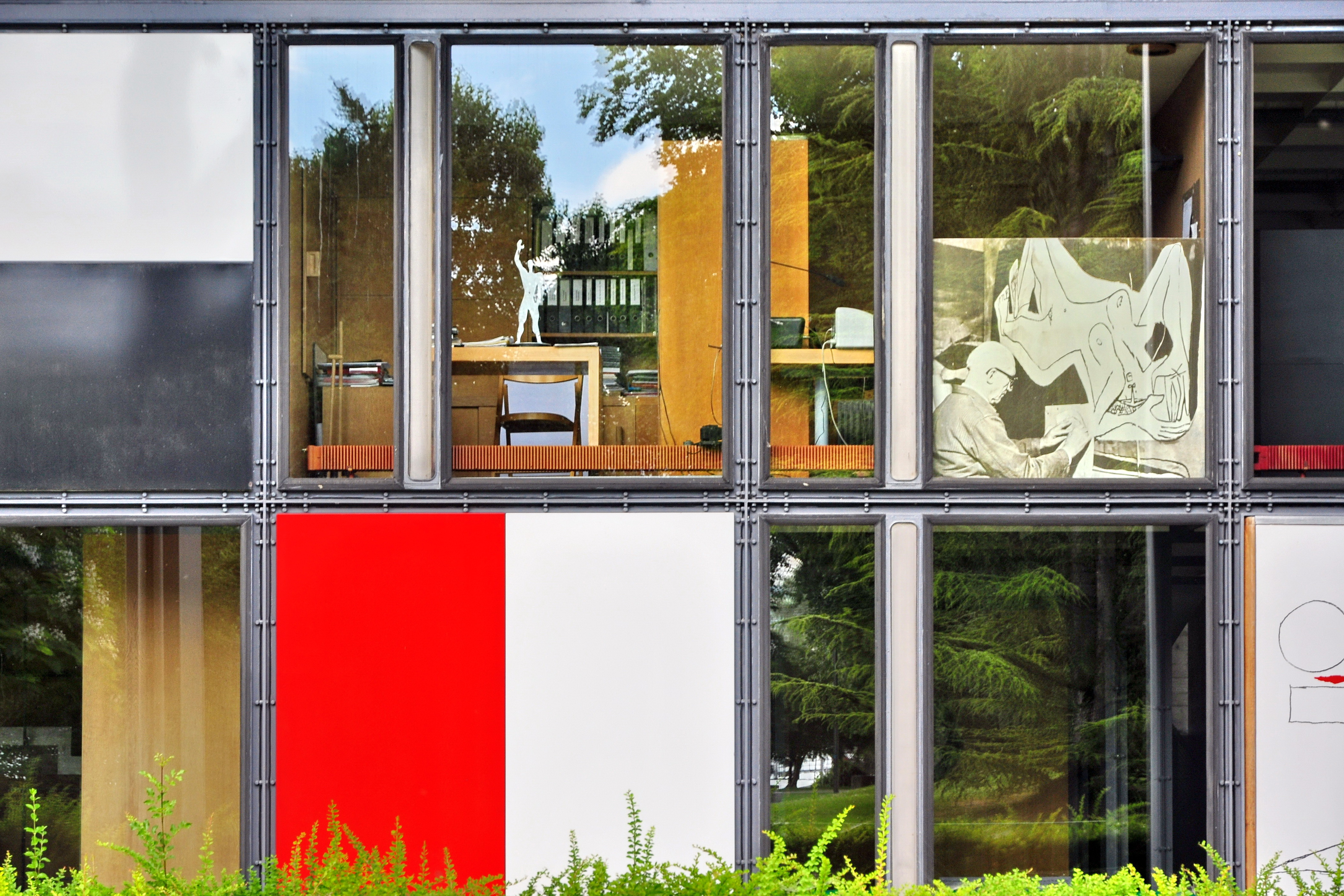
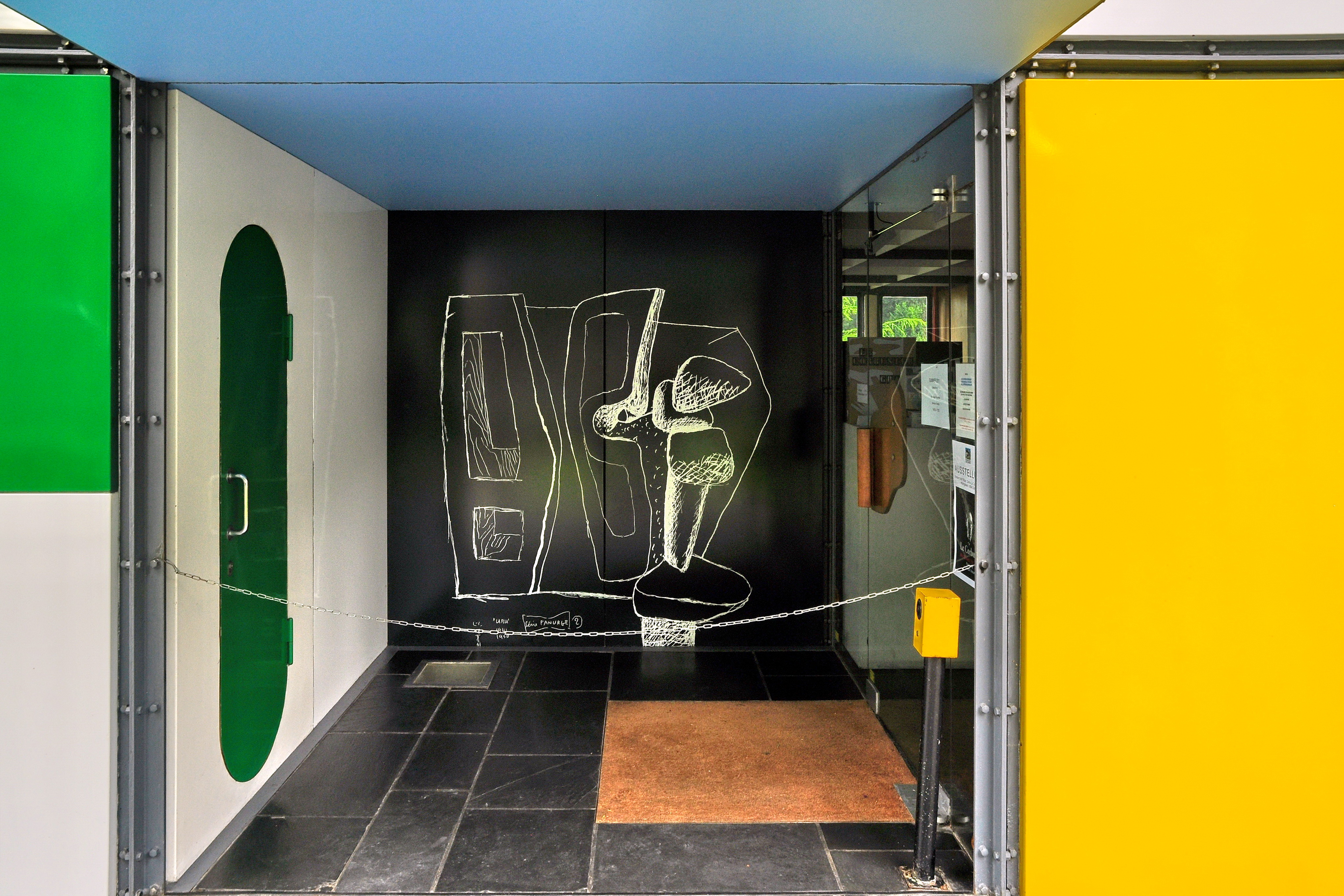
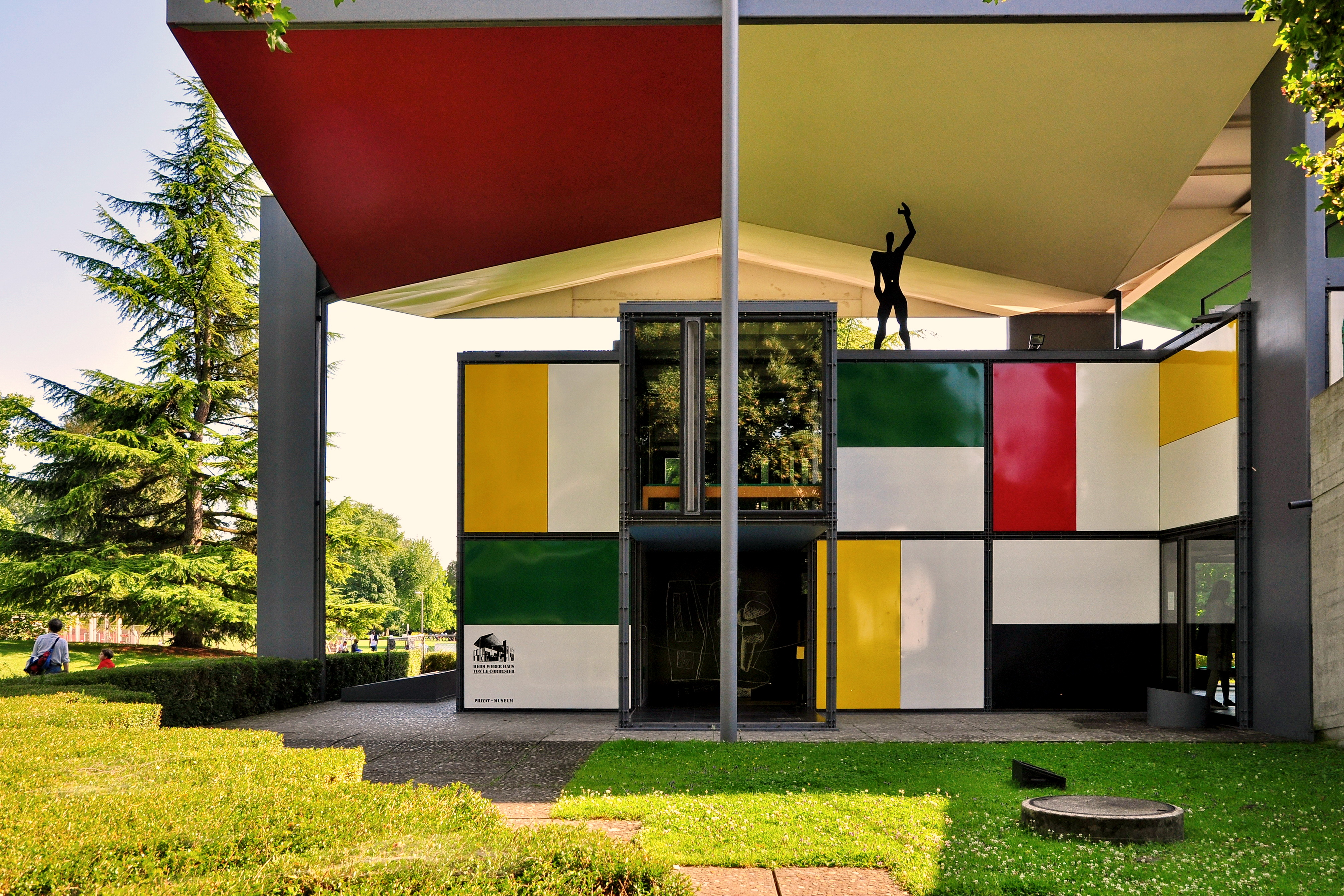
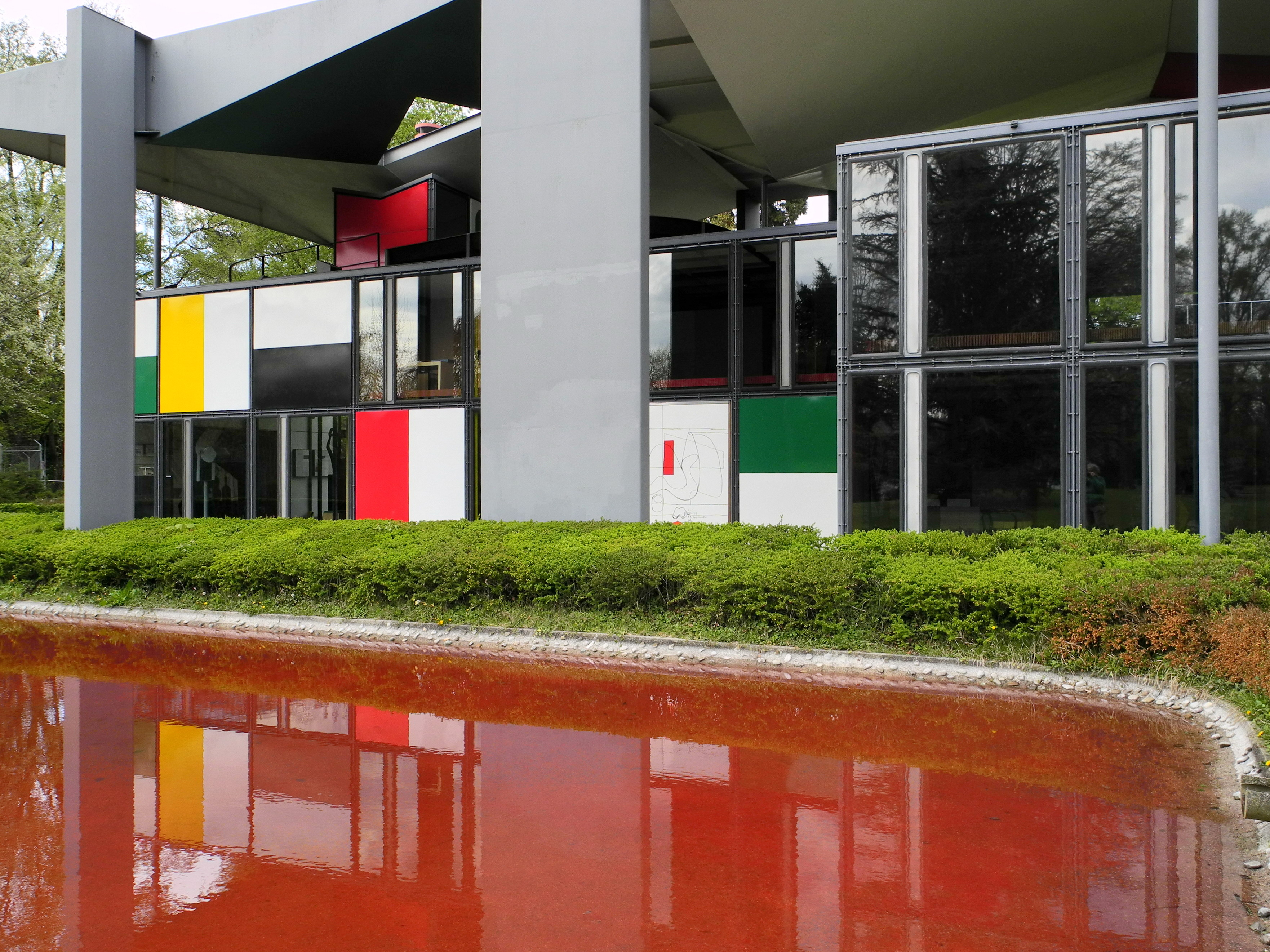
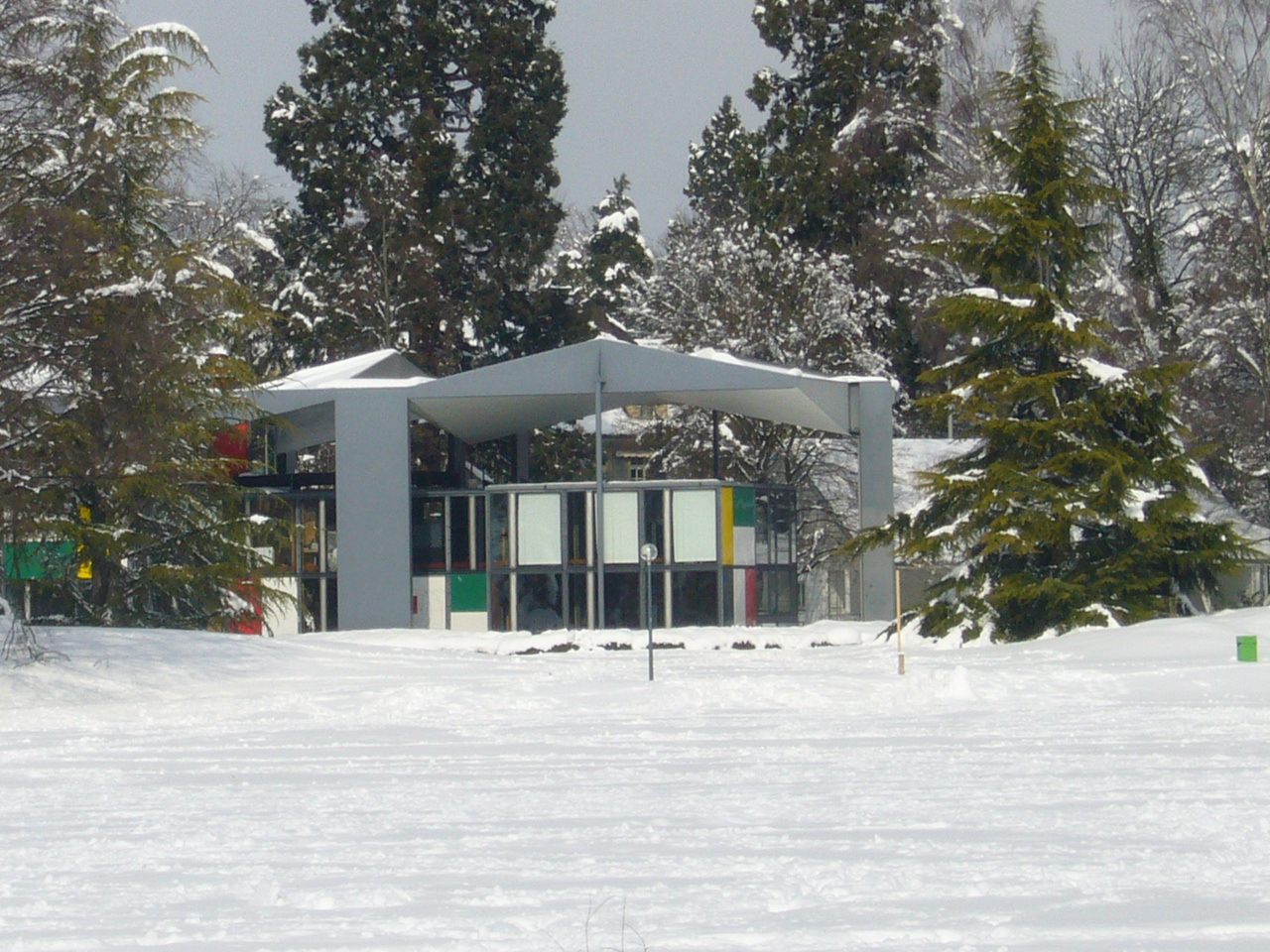

## Nutzung des Künstlerhauses durch das Museum für Gestaltung (seit 2019)
Der Pavillon wurde seit seiner Eröffnung 1967 als Ausstellungsort betrieben, um das Werk und die Ideen Le Corbusiers einem breiten Publikum zu vermitteln. So thematisiert das Museum für Gestaltung Zürich mit einer Wechselausstellung pro Jahr das vielfältige Werk und die Strahlkraft des Architekten. Eine kleine Dauerausstellung mit Fotografien René Burris zeigt zudem dessen Blick auf das Œuvre und die Person Le Corbusiers.

### Ausstellungen
- 2019: Mon univers, 11. Mai – 17. November 2019.[11]
- 2020: Le Corbusier und Zürich, 9. Juni – 29. November 2020.[12]
- 2021: Le Corbusier und die Farbe, 7. Mai – 28. November 2021[13]
- 2022: Architekturikonen neu gesehen, 29. April – 29. November 2022[14]

### Publikationen zu den Ausstellungen
- Bruno Maurer, Arthur Rüegg: Le Corbusier und Zürich. Museum für Gestaltung (Hrsg.), Zürich 2020. ISBN 978-3-907265-12-3.

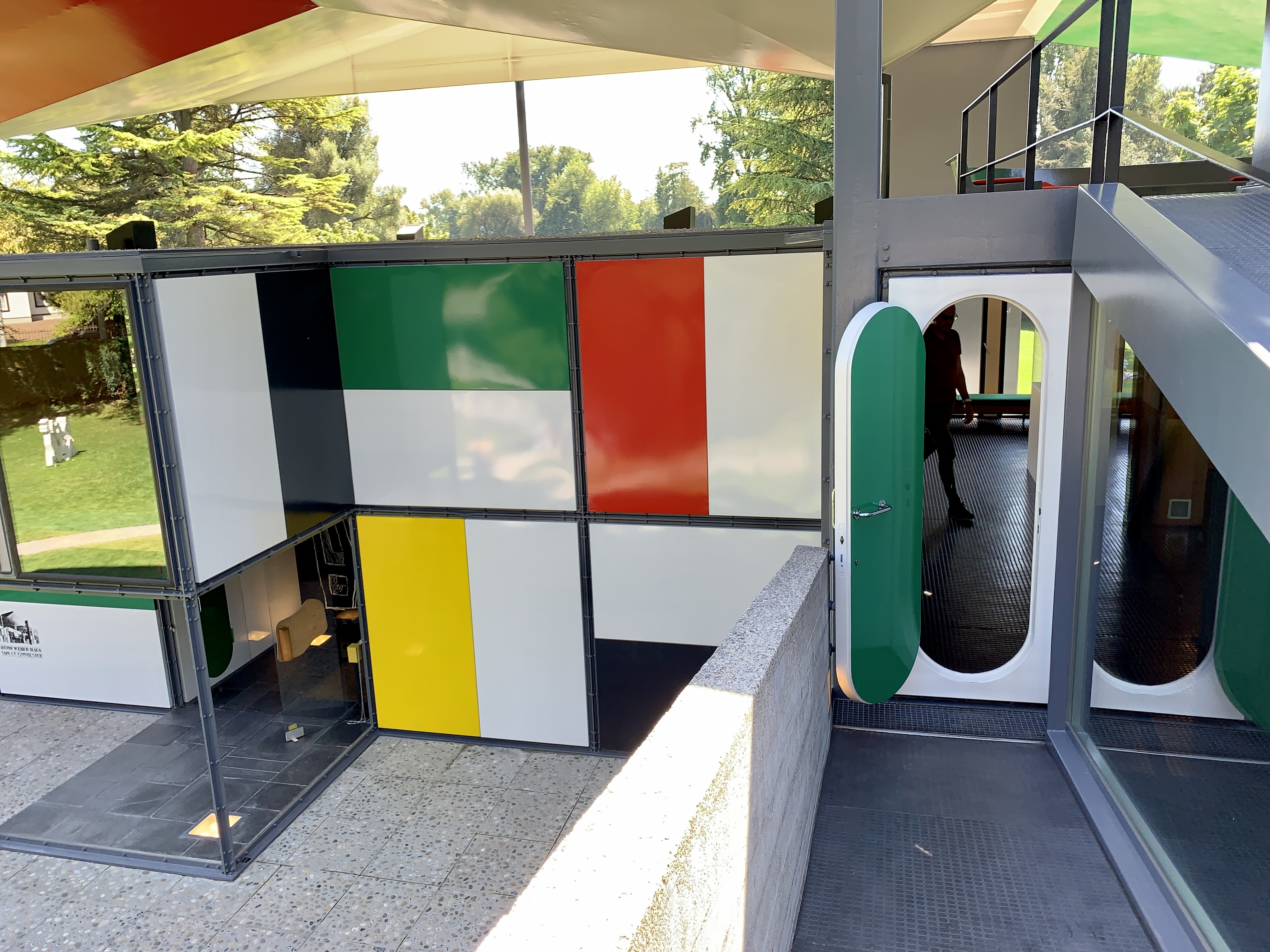
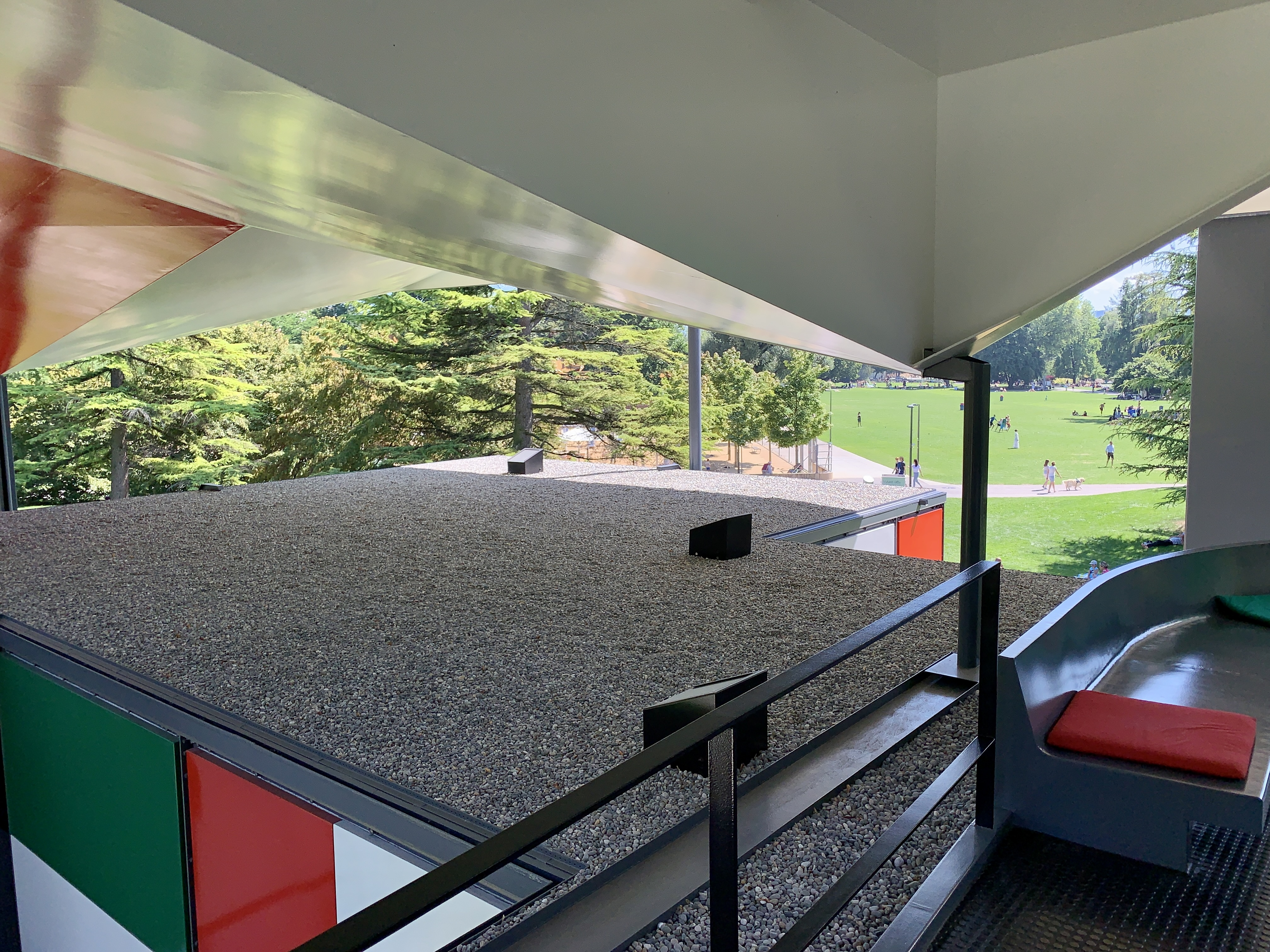
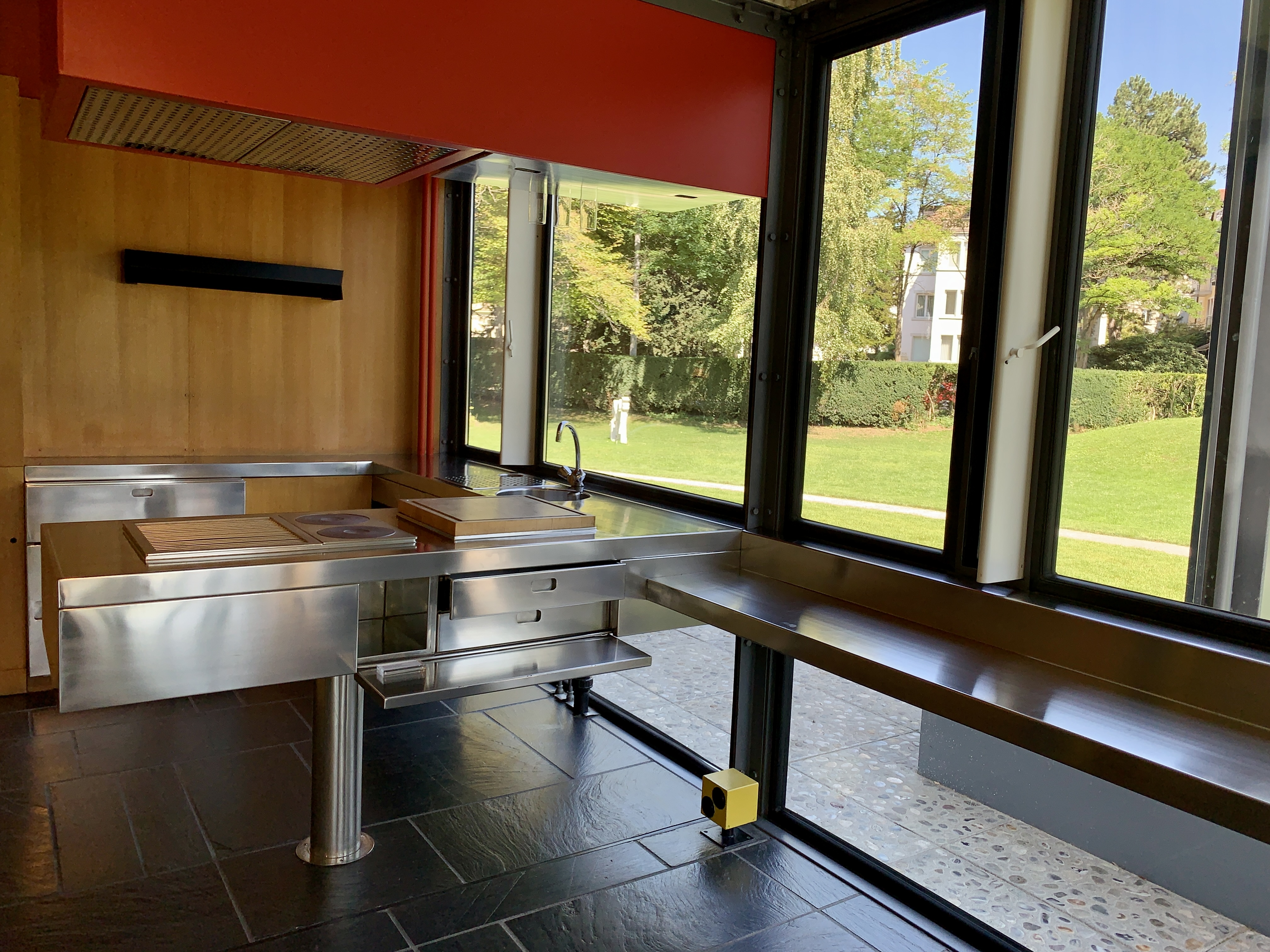
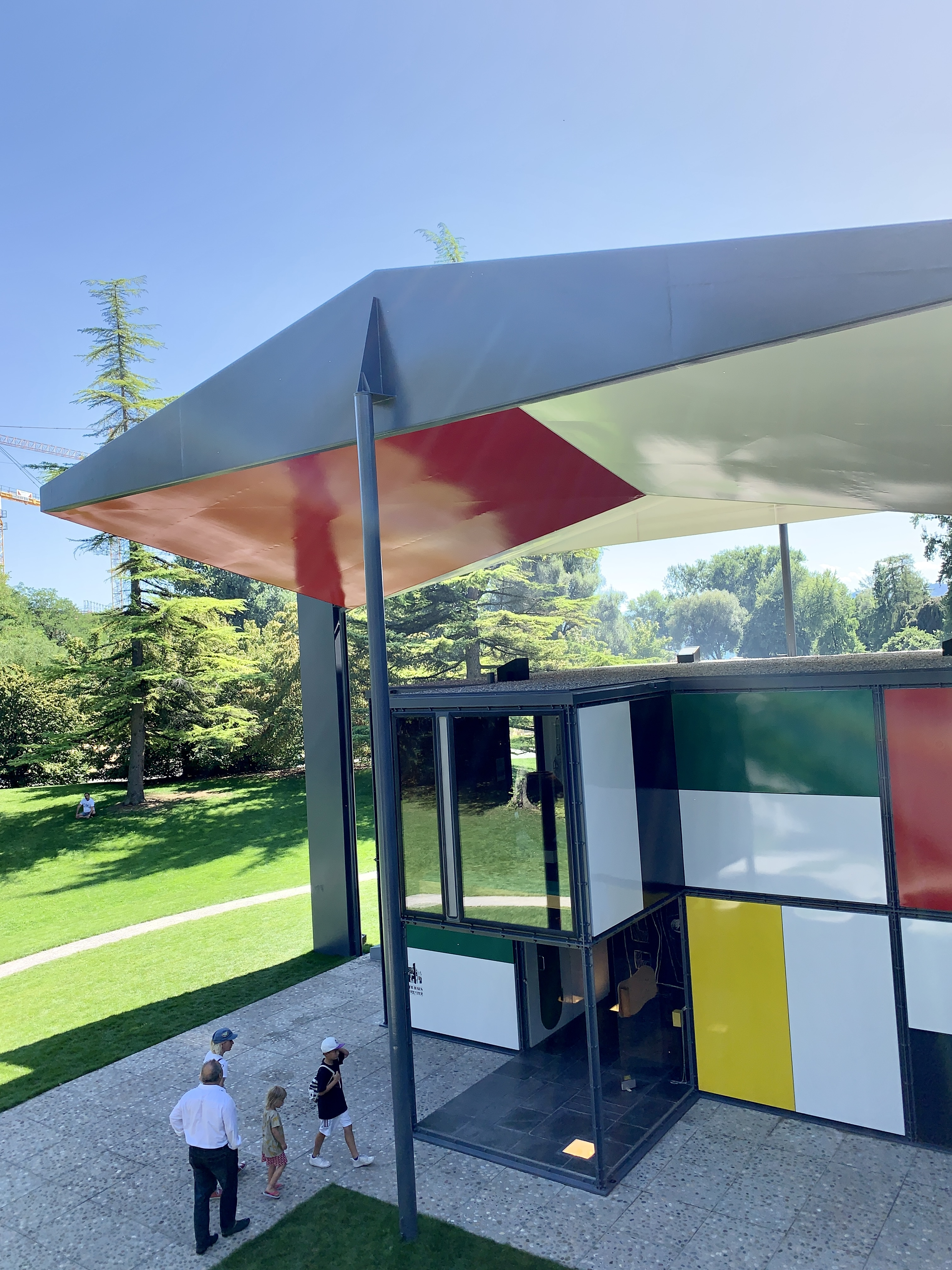

## Film
- 1967: Centre Le Corbusier – 1967. Das letzte Bauwerk von Le Corbusier, ein Dokumentarfilm von Fredi Murer und Jürg Gasser, Produktion Heidi Weber, mit Unterstützung des Bundesamtes für Kultur[15]